# Thomas Hessler
Thomas Hessler OSB (* 1968 in Edlitz, Niederösterreich) ist ein österreichischer Mönch und Künstler. Er leitet die Kunstwerkstätten im Europakloster Gut Aich im österreichischen Sankt Gilgen und ist seit 2024 zweiter Prior der Mönchsgemeinschaft.

## Leben
Thomas Hessler wuchs in Edlitz in Niederösterreich auf. Sein Lebensweg führte ihn über das Augustiner Chorherrenstift Reichersberg, dem er einige Jahre angehörte, zum Theologiestudium nach Salzburg und später nach Mainz. Neben seiner theologischen Ausbildung machte er eine künstlerische Ausbildung und sammelte Erfahrung im Bereich der Naturheilkunde.
Seine Zwillingsschwester ist Nonne der Benediktinerinnenabtei Frauenwörth am Chiemsee.

## Europakloster Gut Aich
Im Jahr 1993 schloss sich Hessler Pater Johannes Pausch beim Aufbau des Europaklosters Gut Aich an. Von Anfang an spielte die Kunst eine zentrale Rolle im Kloster und wurde durch Hesslers Arbeit lebendig. 
Seit 1996 betreibt er ein eigenes Kunstatelier im Kloster und leitet seit 2011 die Kunstwerkstätten, wo er zahlreiche Kunstprojekte initiiert und betreut. Unter seiner Führung hat sich das Kloster zu einem Ort der Begegnung von Kunst, Spiritualität und Handwerk entwickelt.
Im Oktober 2021 übernahm Hessler die Leitung der Mönchsgemeinschaft des Europaklosters Gut Aich als Administrator. Am 26. September 2024 wurde er zum zweiten Klaustralprior des Klosters gewählt.

## Publikationen
- Mit Berthold Heigl und Johannes Gartner: Psiathion. Meditationen zum 2. Buch der Dialoge Papst Gregor des Großen. 4. Auflage. Stift Seitenstetten 2000.
- Mit Albert Biesinger: Gott mit neuen Augen sehen. Das Familiengeschenkbuch zur Erstkommunion. München: Kösel 2001.
- Mit Albert Biesinger: Abend-Oasen. Geschichten, Rituale, Gebete, Spiele. Ein Gute-Nacht-Buch für jungen Familien. München: Kösel 2002.